# Светлаев, Михаил Васильевич
Михаи́л Васи́льевич Светла́ев (сентябрь 1898, Москва — 17 апреля 1959, там же) — советский филолог и педагог-методист.

## Биография
Родился в сентябре 1898 года в Москве. Окончил историко-филологический факультет Московского университета, среди его профессоров были такие известные филологи, как Виктор Владимирович Виноградов, Михаил Николаевич Петерсон, Дмитрий Николаевич Ушаков и другие. С 1916 года преподавал в средних учебных заведениях Москвы. С 1919 года — инструктор школ для взрослых Московского уездного совета. В дальнейшем преподавал русский язык взрослым в военных частях и на командных курсах. Работал преподавателем рабочего факультета при Московском институте инженеров транспорта, доцентом и заведующим кафедрой Всесоюзной академии социалистического земледелия, преподавателем Московского педагогического дефектологического института. Во время Великой Отечественной войны работал в Московском полиграфическом институте и в различных партийных учебных заведениях, с 1955 года — заведующий кафедрой Высшей партийной школы при ЦК КПСС. Скончался в Москве 17 апреля 1959 года, похоронен на Ваганьковском кладбище.

## Семья
4 февраля 1925 года женился на Елене Афанасьевне Булгаковой — сестре писателя Михаила Булгакова. 28 марта 1929 года у пары родилась дочь, которую назвали Варварой в честь матери Елены — Варвары Михайловны Булгаковой.